# Praktyczny Elektronik
Praktyczny Elektronik – polski miesięcznik o tematyce elektronicznej, kierowany głównie do elektroników-amatorów, wydawany w latach 1992–2002 przez Wydawnictwo Techniczne Artkele z Zielonej Góry.
Wydawnictwo prowadziło także sprzedaż wysyłkową płytek drukowanych oraz zaprogramowanych mikrokontrolerów, co ułatwiało zainteresowanym samodzielną budowę projektów przedstawianych w czasopiśmie.